# Ornithogalum nivale
Ornithogalum nivale ist eine Pflanzenart aus der Familie der Spargelgewächse (Asparagaceae).

## Beschreibung
Ornithogalum nivale ist eine ausdauernde, krautige Zwiebelpflanze, die Wuchshöhen von 1 bis 4 Zentimetern erreicht. Die Zwiebel ist eiförmig und umgeben von einer häutigen, etwas dicken schwärzlichen Hülle. Die Zwiebelschuppen sind verwachsen. Die Laubblätter erscheinen im Frühjahr. Sie sind blaugrün mit weißem Mittelstreif, rinnig, schmal lineal, und mit 12 × etwa 2 Millimeter deutlich länger als der Schaft, ihr Rand ist immer kahl.
Der sehr kurze Schaft ist unterirdisch. Die Blüten erscheinen knapp über dem Boden. Der Blütenstand ist eine wenigblütige Schirmtraube. Die lanzettlichen, zugespitzten, weißlich-häutigen Tragblätter überragen die Blütenstiele. Die Blütenhüllblätter sind etwa 12 Millimeter lang. Sie sind lanzettlich, sehr stumpf und tragen am Rücken in der Mitte einen intensiv grünen Streifen mit schneeweißem, fast doppelt so breitem Rand. Die Staubfäden sind dreieckig-lanzettlich. Die Fruchtstiele sind mehr oder weniger bogig ausgebreitet. Die Keimung erfolgt epigäisch.
Die Blütezeit liegt im Juni.
Die Chromosomenzahl beträgt 2n = 14.

## Vorkommen
Ornithogalum nivale ist ein ostmediterranes Florenelement. Diese wenig bekannte Art ist nur aus den Gipfellagen des Boz Dağ (Tmolus) bei Izmir sicher bekannt. Dort wächst er in Höhenlagen von etwa 2100 m an offenen Stellen am schmelzenden Schnee. Die hierher gestellten Vorkommen aus Kreta und den Ostägäischen Inseln gehören zu Ornithogalum pumilum.